# Savognin
Savognin (toponimo italiano; in romancio Suagnign, in tedesco Schweiningen, desueto, ufficiale fino al 1890, in italiano anche Savognino, desueto) è una frazione di 1 016 abitanti del comune svizzero di Surses, nella regione Albula (Canton Grigioni).

## Geografia fisica
Savognin è situato nella Val Sursette, sulla sponda destra del torrente Giulia. Dista 38 km da Coira, 40 km da Sankt Moritz e 111 km da Bellinzona. Il punto più elevato del territorio è la cima del Piz Arblatsch (3 204 m s.l.m.), che segnava il confine con Mulegns e Riom-Parsonz.

## Storia
Fino al 31 dicembre 2015 è stato un comune autonomo che si estendeva per 22,24 km² e che comprendeva le frazioni di Naloz, Son Mitgel, Sur Curt, Sur Tocf e Sot Curt; il 1º gennaio 2016 è stato accorpato agli altri comuni soppressi di Bivio, Cunter, Marmorera, Mulegns, Riom-Parsonz, Salouf, Sur e Tinizong-Rona per formare il nuovo comune di Surses.

## Monumenti e luoghi d'interesse

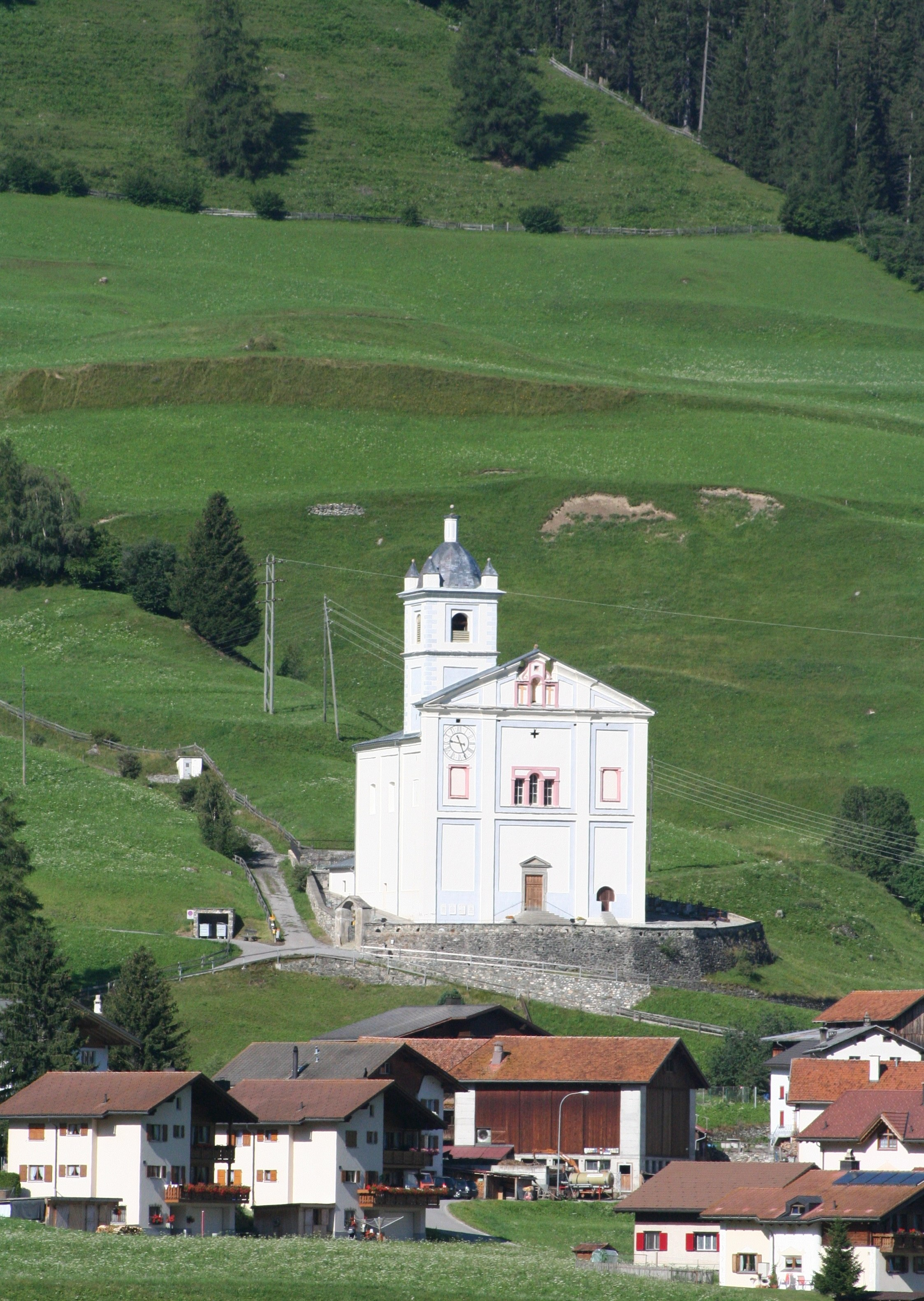
La chiesa di San Martino

- Chiesa parrocchiale cattolica dell'Immacolata Concezione, eretta nel 1643[1];
- Chiesa cattolica di San Martino, attestata dal 1370 e ricostruita nel 1677[1];
- Chiesa cattolica di San Michele, ricostruita nel 1663[1];
- Chiesa riformata.

## Società

### Evoluzione demografica
L'evoluzione demografica è riportata nella seguente tabella:
Abitanti censiti

## Economia

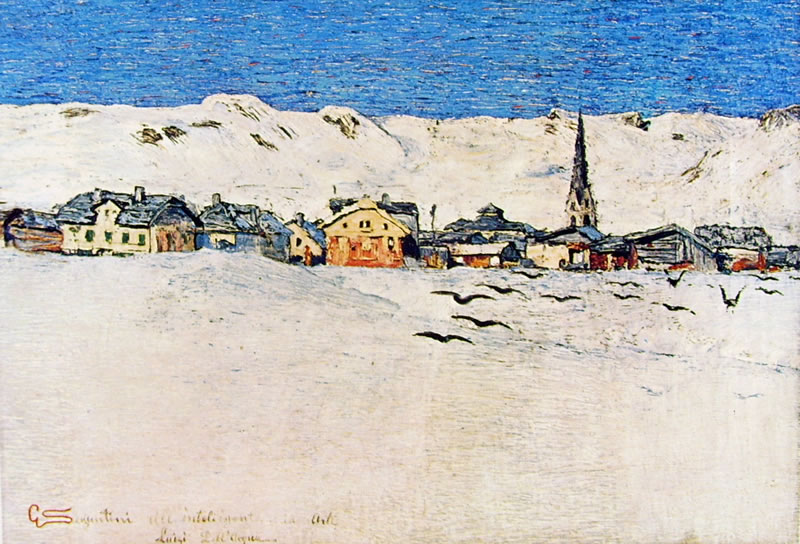
Giovanni Segantini, Savognino d'inverno (1888-1890 circa), olio su tela. Milano, collezione privata

Savognin è una località di villeggiatura estiva e invernale sviluppatasi a partire dagli anni 1870, che attirò anche artisti come Giovanni Segantini che vi visse dal 1886 al 1894; la stazione sciistica di Savognin, sviluppatasi a partire dagli anni 1960, è centro di un comprensorio sciistico con le vicine località di Riom e Salouf.

## Infrastrutture e trasporti
La stazione ferroviaria più vicina è a Tiefencastel, a 9,5 km, mentre l'uscita autostradale di Thusis, sulla A13/E43, dista 22 km.

## Amministrazione
Ogni famiglia originaria del luogo fa parte del comune patriziale che ha la responsabilità della manutenzione di ogni bene comune.

## Sport
Savognin ha ospitato tra l'altro una tappa della Coppa del Mondo di sci alpino 1986 e la partenza di una tappa del Tour de Suisse 2003 e del Tour de Suisse 2010.